# Патагонска пустиня
Патагонската пустиня (на испански: Desierto de Patagonia) e най-голямата пустиня в Южна Америка и седма в света по своята площ. Включва област от около 673 000 km2, разположена главно на територията на Аржентина и малка част от Чили. На запад граничи с Андите, а на изток с Атлантическия океан.

## География и климат
Патагонската пустиня представлява голяма континентална маса разположена върху 40-ия паралел и може да се характеризира като студена пустиня. Температурите рядко надминават 120C, а средната годишна температура е 30C. Зимата продължава около седем месеца, а лятото — три. Скрежта не е необикновено явление, но поради крайно сухият климат сняг почти отсъства. Основната причина за сухия климат е наличието на естествена планинска преграда на запад от Патагонската пустиня. Така именно планинската верига на Андите спира влажните течения от Тихия океан и по този начин благоприятства за формирането на пустиня на едва 200 km от океана . Студеното Фолкландско течение по бреговете на Атлантическия океан е причина за захлаждането на климата в Патагонската пустиня и допринася за естествената и неприветливост.
Преди формирането на Андите, областта най-вероятно е била покрита с гори с умерен климат. При самото образуване на планинската верига огромно количество вулканичен прах се изсипва от многобройните вулкани върху областта и допринася за фосилизирането на дърветата. Останки от вкаменени дървета могат да се открият почти навсякъде в Патагонската пустиня . В пустинята основният пейзаж включва каменисти равнини и плата, песъкливи каньони и глинести наслаги . Областта около пустинята е значително по-разнообразна — има редица реки, езера и дренажни корита, които се пълнят с води от топенето на снеговете от Андите.